# Son Carrió
Son Carrió ist ein Ort auf der spanischen Baleareninsel Mallorca. Er liegt nahe der Ostküste der Insel in der Region (Comarca) Llevant.
Son Carrió gehört zum Gemeindegebiet von Sant Llorenç des Cardassar. Der Ort hat 1142 Einwohner (Stand: 2011), wovon 662 im eigentlichen Ortskern und 480 in der unmittelbaren Umgebung wohnen. Damit leben in Son Carrió etwa 12,7 % der 8963 Einwohner der Gemeinde Sant Llorenç.

## Lage

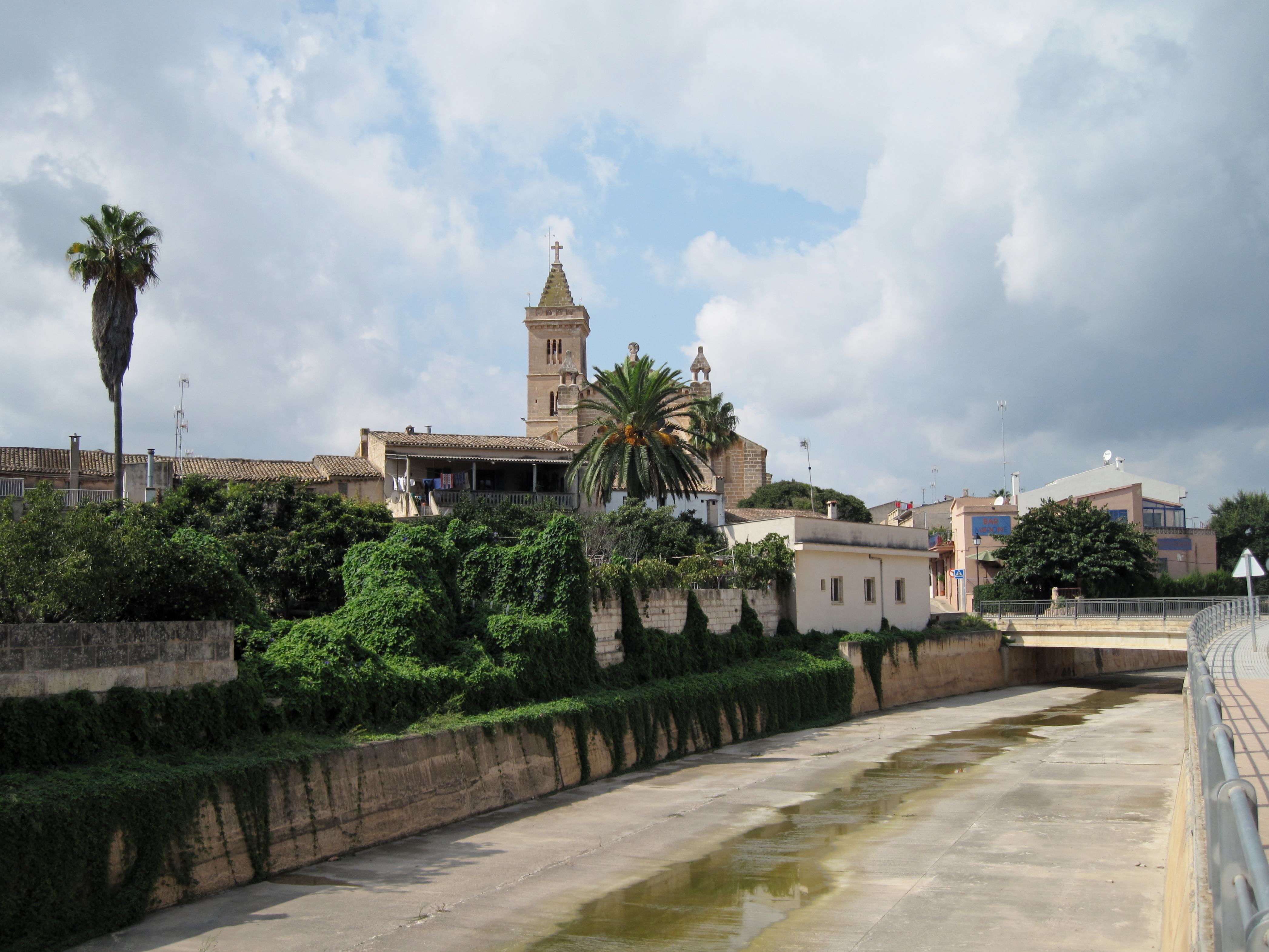
Torrent de Ca n’Amer

Son Carrió befindet sich vier Kilometer südöstlich des Hauptortes der Gemeinde Sant Llorenç des Cardassar am Torrent de Ca n’Amer, einem nicht ständig wasserführenden Sturzbach (Torrent), der etwa fünf Kilometer südöstlich des Ortes bei S’Illot ins Mittelmeer mündet. Bereits 400 Meter südlich der in etwa 100 Metern Höhe gelegenen geschlossenen Ortsbebauung von Son Carrió verläuft am 143 Meter hohen Puig de Son Manxo die Grenze zur Nachbargemeinde Manacor. Im Norden wird das Tal des Torrent de Ca n’Amer durch den 184 Meter hohen Puig de ses Talaies begrenzt, der Son Carrió 1,5 Kilometer nordöstlich des Ortszentrums überragt.
Durch die Ortslage von Son Carrió führt von West nach Ost die Landstraße MA-4021, die die Stadt Manacor mit S’Illot verbindet. Innerhalb des Ortes zweigt nach Süden die MA-4024 nach Porto Cristo ab, dem früheren Hafen von Manacor und größten Naturhafen der Ostküste Mallorcas, einem Ort mit über 7300 Einwohnern der sich fünf Kilometer südlich von Son Carrió befindet. Sowohl Porto Cristo wie auch S’Illot gehören zum Gemeindegebiet von Manacor. Von der Inselhauptstadt Palma ist Son Carrió etwa 57 Kilometer entfernt, vom internationalen Flughafen der Insel Aeroport de Son Sant Joan ungefähr 51 Kilometer.

## Geschichte
Die Ortsgeschichte von Son Carrió begann im Jahr 1860 mit der Parzellierung des gleichnamigen Landgutes in der Nähe der alten Kapelle von Son Tovell. Der Ortsname geht auf einen früheren Besitzer des Gutes namens Carrió zurück, wie allgemein auf Mallorca üblich: Son bedeutet so viel wie ‚das ist von‘ oder ‚das gehört zu‘, es steht für die zusammengezogenen katalanischen Wörter Ço és d’En. Erstmals urkundlich erwähnt wird das Landgut in einem Pachtvertrag vom 11. August 1711 zwischen dem damaligen Eigentümer Nicolau Catlar i Dameto und dem Pächter Maties Pomar, beurkundet durch den Notar Miquel Monserrat in Manacor.

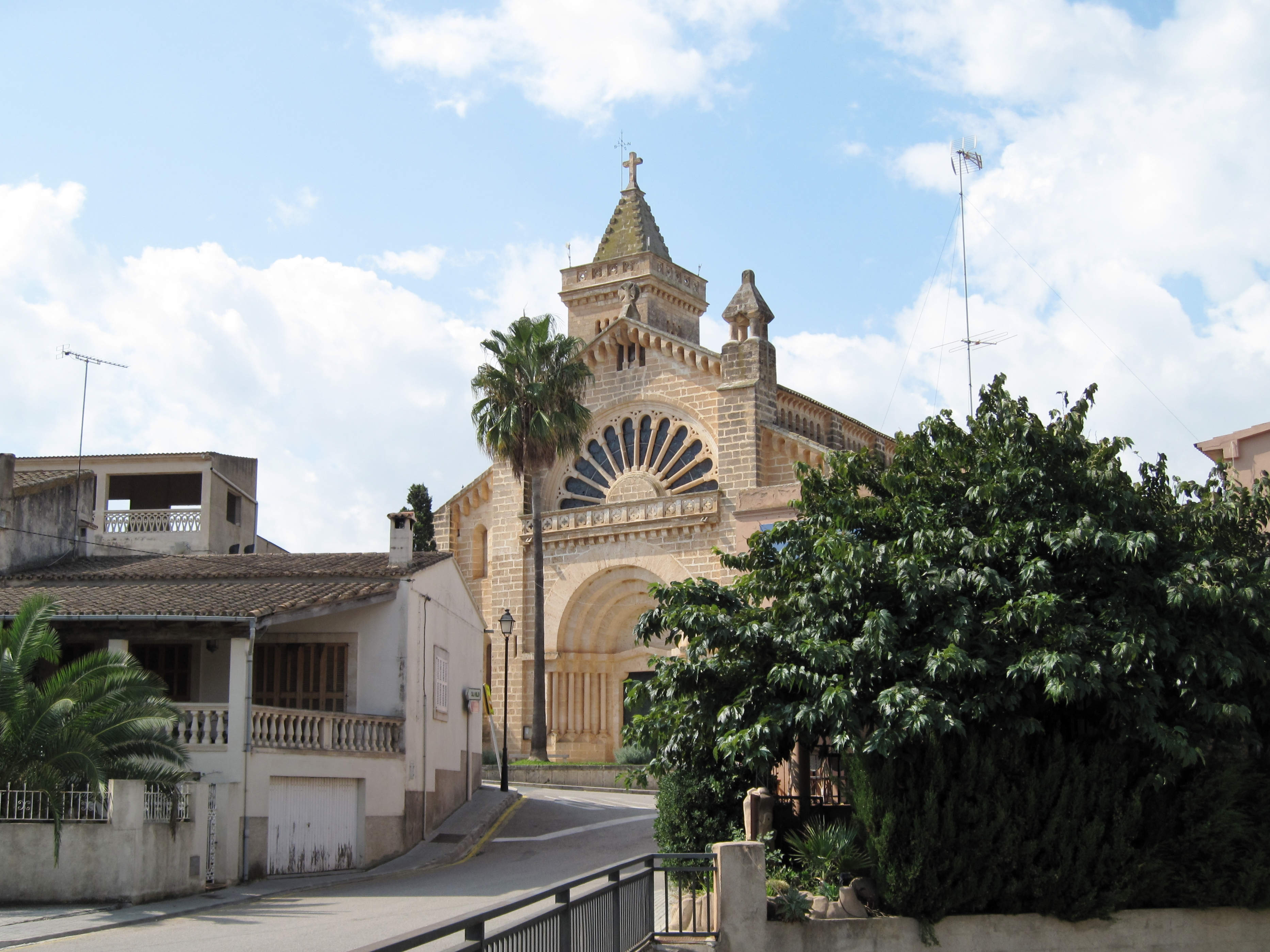
Kirche von Son Carrió

Erwerber der Grundstücke des 1860 aufgeteilten Landgutes waren vor allem Bürger aus Sant Llorenç des Cardassar und Manacor. Einer der ersten Siedler, Joan Lliteres Llull alias Melé, ließ auf seiner 1866 erworbenen Parzelle neben seinem Geschäft ein öffentliches Oratorium errichten, eine 1873 der Mutter Gottes (katalanisch Mare de Déu del Carme) geweihte Kapelle, die später dem Heiligen Michael umgewidmet wurde. Mit dem starken Anstieg der Bevölkerung errichtete man 1888 die erste Kirche Sant Miquel, die 1891 noch erweitert werden musste. Doch auch diese erwies sich als zu klein, so dass man 1898 einen Neubau plante. Der Grundstein des heutigen Gebäudes von Sant Miquel wurde 1899 gelegt und die Kirche 1907 durch Bischof Pere-Joan Campins eingeweiht.

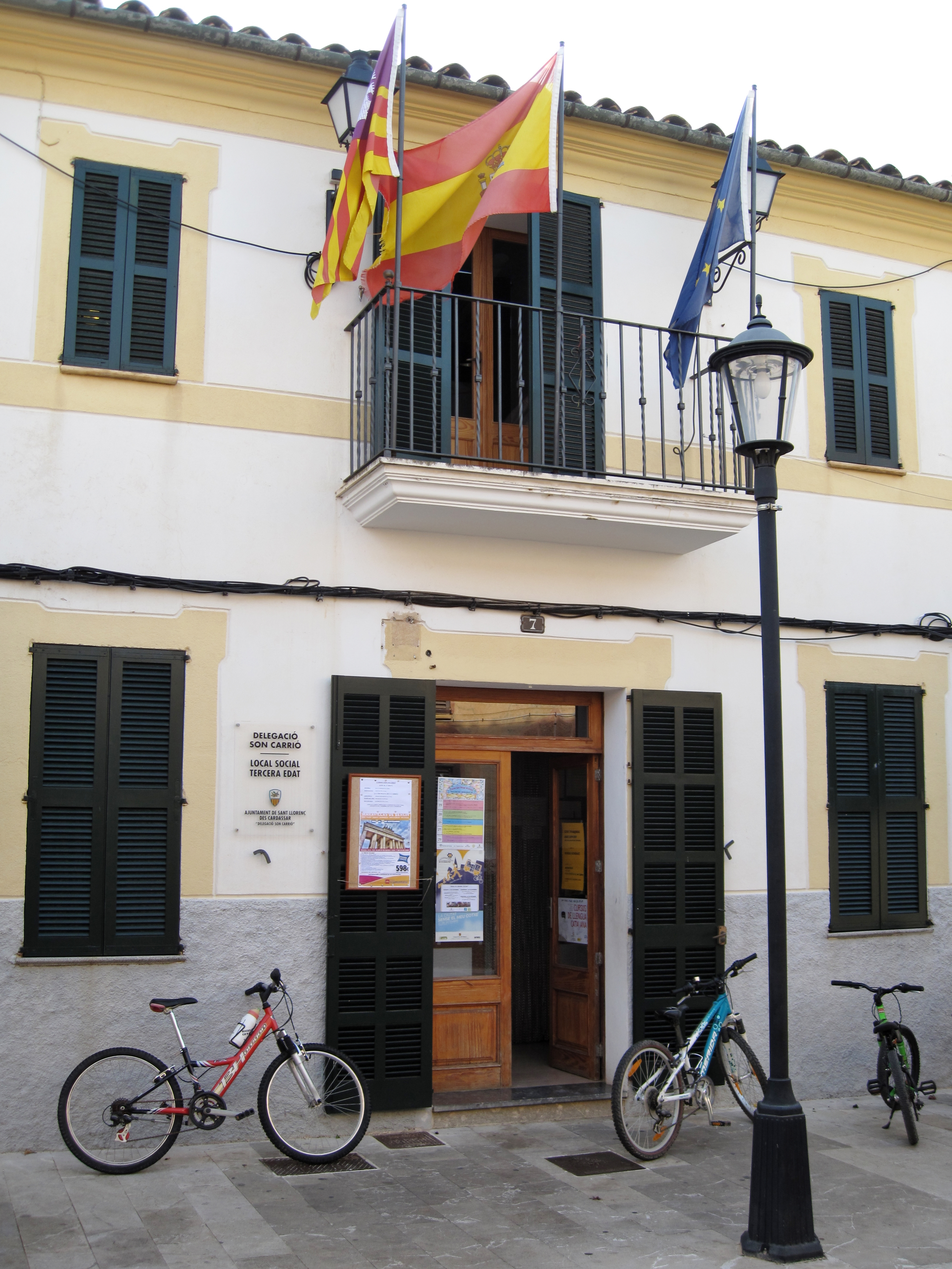
Gemeindeaußenstelle

Der Ortskern von Son Carrió bestand 1879 aus drei Längsstraßen und vier Querstraßen. Zwischen 1885 und 1893 entstanden in der Umgebung die Gutshöfe Son Tovell, Sa Gruta, Es Rafal de sa Riba, Son Berga, Es Molinet und Es Boscarró. Im Jahr 1892 wurde Sant Llorenç des Cardassar, das zuvor zu Manacor gehörte, eine eigenständige Gemeinde, wobei auch der Gemeindesitz für Son Carrió von Manacor nach Sant Llorenç wechselte. Am 12. Februar 1899 gründete Schwester Maria Magdalena Sansó in Son Carrió ein franziskanisches Kloster, in dessen 1905 auf dem Grundstück von Joan Orlandis neben der Kirche errichteten Gebäude drei Nonnen lebten, die sich um die Grundschule und weibliche Patienten kümmerten. Das Kloster wurde bereits 1915 wieder geschlossen.
Son Carrió erhielt 1921 Anschluss an das Eisenbahnnetz der Insel Mallorca als die 30,35 Kilometer lange Strecke von Manacor nach Artà in Betrieb genommen wurde. Dadurch entwickelte sich entlang der Carrer d’Estació ein neues Wohngebiet nördlich des alten Siedlungskerns. Die Bahnstrecke wurde im Juni 1977 stillgelegt. Die Gleise und modernistischen Gebäude des Bahnhofs mit der Stationsbezeichnung San Miguel in Son Carrió sind jedoch noch teilweise erhalten. Die Linie von Manacor nach Artá sollte bis 2011 wiedereröffnet werden.
Während der Schlacht um Mallorca im Spanischen Bürgerkrieg war Son Carrió der einzige Ort der Insel, der von den republikanischen Truppen vollständig eingenommen und über eine Woche lang gehalten werden konnte. Nach Bombardierungen des Ortes am 26. August 1936 durch Flugzeuge und Schiffsgeschütze räumten die franquistischen Verteidiger ihre Stellungen im Ortskern, in den angrenzenden Hügeln und den östlich gelegenen Windmühlen. Viele Dorfbewohner flüchteten nach Son Servera, Sant Llorenç oder Manacor, unter ihnen der Pfarrer Martín Rosselló, der die Monstranz, den Hostienkelch, das Pfarrsiegel, die Pfarrbücher samt Archiv sowie das Geld aus der Kollekte in Sicherheit brachte. Son Carrió wurde von drei Seiten aus eingenommen, aus östlicher Richtung durch einen Verband der anarchosyndikalistischen Gewerkschaft CNT über die Finca Sa Torre Nova, die später den Republikanern als Feldlazarett diente, von weiteren Militärs auf dem südlichen Landweg aus Porto Cristo und durch etwa 500 Milizionäre auf dem südöstlichen Pfad aus Richtung S’Illot.
Nach der Besetzung des Ortes wurden die Häuser nach Lebensmitteln und Wertgegenständen durchsucht und geplündert. In der Kirche rissen die anarchistischen Milizionäre die Heiligenfiguren vom Hauptaltar und den Seitenkapellen. Die Statuen Christi, der Jungfrau Maria und die Reiterfigur des Santiago Matamoros wurden zerschlagen. Neben einem Bombentreffer rechts hinter dem Hauptaltar, der ein Loch in der Außenwand verursachte, entstanden auch Schäden durch Schießübungen am Kirchengebäude. Die Republikaner zogen sich in der Nacht zum 4. September 1936 aus Son Carrió auf ihre Kriegsschiffe zurück. Kurz darauf rückten die Franquisten wieder ein. Die wenigen Einwohner des Ortes, die nicht vor den Republikanern geflohen waren, wurden der Kollaboration verdächtigt und drangsaliert. Noch heute sind an einigen Häusern Son Carriós die Einschusslöcher aus der Zeit des Bürgerkriegs zu erkennen.
| Jahr      | 2000 | 2001 | 2002 | 2003 | 2004 | 2005  | 2006  | 2007  | 2008  | 2009  | 2010  |
| --------- | ---- | ---- | ---- | ---- | ---- | ----- | ----- | ----- | ----- | ----- | ----- |
| Einwohner | 869  | 904  | 922  | 961  | 981  | 1.009 | 1.030 | 1.080 | 1.106 | 1.108 | 1.132 |

## Kultur und Sehenswürdigkeiten

### Gebäude

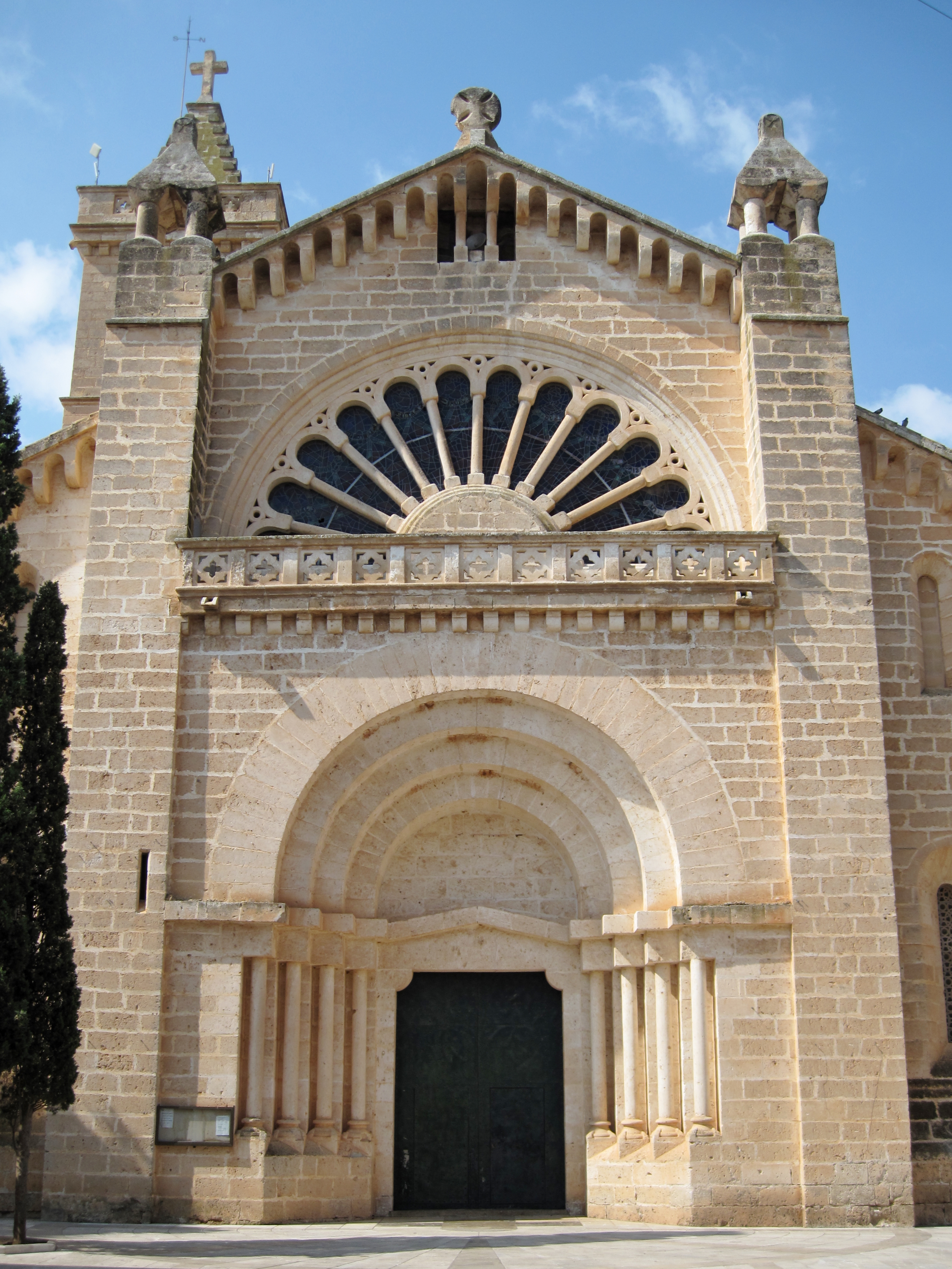
Eingang zu Sant Miquel

#### KircheSant Miquelund ehemaliges Franziskanerkloster
Die Pläne der 1899 bis 1907 errichteten katholischen Kirche von Son Carrió wurden durch Generalvikar Monsenyor Antoni Maria Alcover ausgearbeitet, vom Provincial-Architekten Joan Guasp, der unter anderem am Bau des Gebäudes des Inselrats in Palma beteiligt war, geprüft und von den bekannten Architekten Antoni Gaudí i Cornet und Joan Rubió i Bellver leicht abgeändert. Das Gebäude in neoromanischem Stil besteht aus Marès-Steinen eines nahegelegenen Steinbruchs.
Im Jahr 1934 erhielt Sant Miquel den Status einer Gemeindekirche. Nach ihrer Entweihung am 26. August 1936 durch republikanische Truppen nach der Landung an der Ostküste Mallorcas wurde sie am 13. September des Jahres neu geweiht. In den Anbauten, im selben Baustil wie die Kirche ausgeführt, war das Franziskanerkloster untergebracht, sie beherbergen bis heute das Vikariat.

#### KulturzentrumCa n’Apoŀlònia

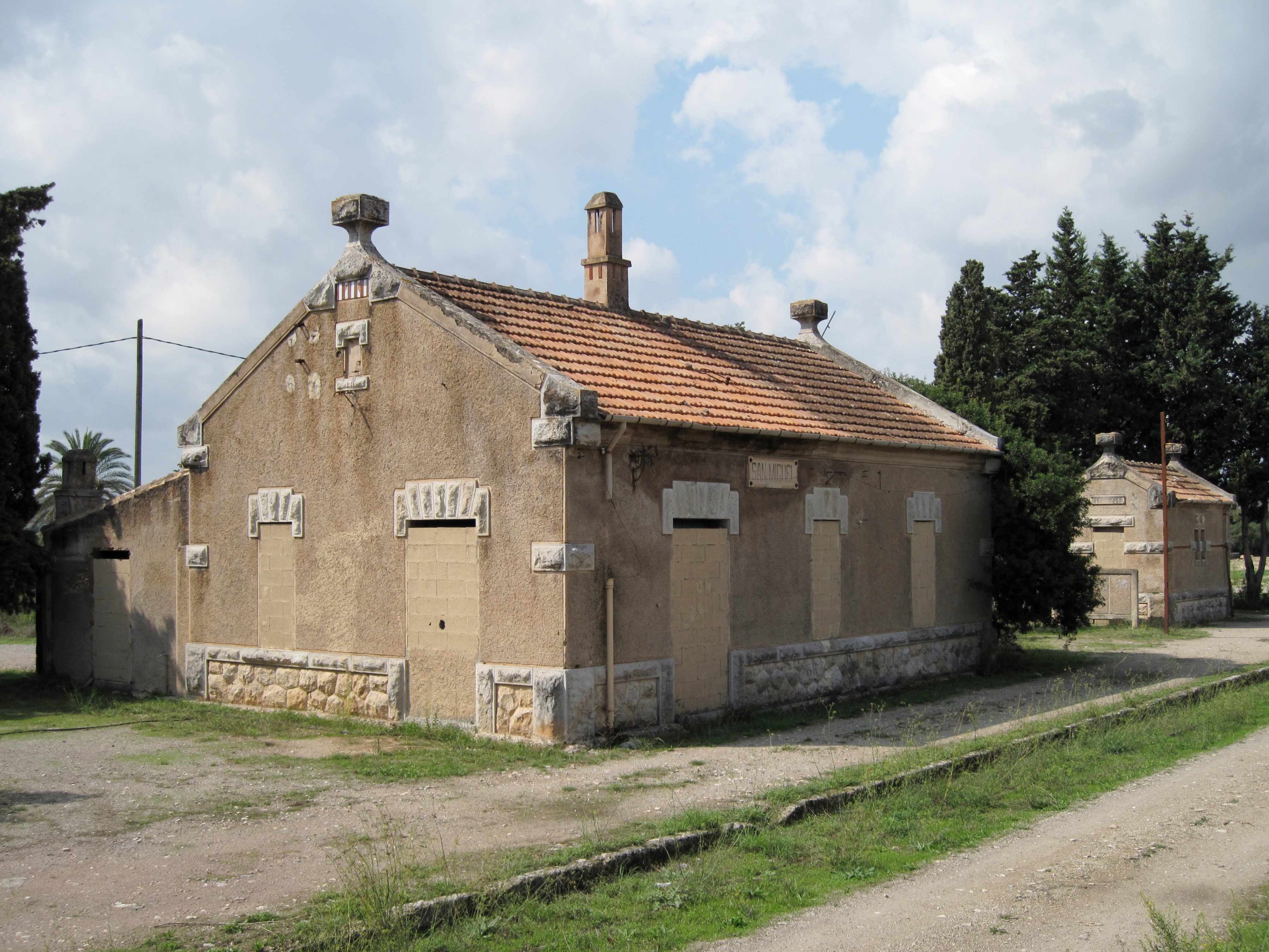
Ehemaliges Bahnhofsgebäude vor der Renovierung

Ca n’Apoŀlònia steht auf dem 1507 m² großen Gelände eines ehemaligen Bauernhofes. Das 1994 durch die Gemeinde erworbene zweigeschossige Gebäude stammt aus der zweiten Hälfte des 19. Jahrhunderts. Seit dem Abschluss der Renovierungsarbeiten 1999 dient es dem Ort Son Carrió als Kulturzentrum.

#### Alter Bahnhof
Der ehemalige Bahnhof von Son Carrió der Bahnstrecke Manacor–Artà befindet sich etwa 400 Meter nördlich des Ortszentrums. Die kleinen Gebäude des Bahnhofs an der 1921 in Betrieb genommenen Strecke wurden im Stil der Modernisme erbaut. Am Hauptgebäude steht der damals für den Ort verwendete kastilische Name San Miguel. In der Umgebung von Son Carrió sind noch mehrere Brücken der Bahntrasse erhalten. Die Strecke wurde im Juni 1977 stillgelegt, sollte bis 2011 wiedereröffnet werden. Der Bahnhof wurde aufwendig renoviert und ein Bahnbetriebswerk daneben errichtet. 2025 ist die Inbetriebnahme des Eisenbahnverkehrs geplant.

### Feste

#### Karneval
Zum jährlichen Karneval im Februar oder März wird in Son Carrió ein Umzug in Trauerkleidung mit der „Beerdigung der Sardine“ (l’enterro de la sardina) veranstaltet. Nach der Verbrennung des Sarges mit der Sardine gibt es eine Verkostung von Bratsardinen. Bei dem Umzug handelt es sich um ein traditionelles spanisches Volksfest, das den Beginn der Fastenzeit symbolisiert und unter anderem von dem bekannten Maler Francisco de Goya in seinem Gemälde „El entierro de la sardina“ dargestellt wurde.

#### Festes Sant Miquel Arcàngel
Um den 8. Mai findet das Fest zu Ehren der Erscheinung des Heiligen Michael (Sant Miquel) statt. Dabei gibt es eine Landwirtschafts- und Viehzuchtsmesse, einen Mal-Wettbewerb, Konzerte, Ausstellungen und eine volkstümliche „Torrada“ (Grill-Party).
Am 29. September wird der Festtag des Heiligen Michael begangen.